# 369 pr. n. št.
Stoletja: 5. stoletje pr. n. št. - 4. stoletje pr. n. št. - 3. stoletje pr. n. št.
Desetletja: 410. pr. n. št. 400. pr. n. št. 390. pr. n. št. 380. pr. n. št. 370. pr. n. št. - 360. pr. n. št. - 350. pr. n. št. 340. pr. n. št. 330. pr. n. št. 320. pr. n. št. 310. pr. n. št.
Leta: 374 pr. n. št. 373 pr. n. št. 372 pr. n. št. 371 pr. n. št. 370 pr. n. št.  - 369 pr. n. št. - 368 pr. n. št. 367 pr. n. št. 366 pr. n. št. 365 pr. n. št. 364 pr. n. št.

## Dogodki
- Tebanci vdrejo na Peloponez.
- nastaneki neodvisne mesenijske države.